# Хоукс Бей
Хоукс Бей (на английски: Hawke's Bay) е един от 16-те региона на Нова Зеландия. Населението му е 165 900 жители (по приблизителна оценка от юни 2018 г.), а площта му е 14 111 кв. км. БВП на региона е 4,3 милиарда щ.д., 3% от БВП на Нова Зеландия (2003 г.). Основан е като провинция на Нова Зеландия през 1858 г.